# Jannik Schliesing
Jannik Schliesing (* 5. November 1989 in Neunkirchen) ist ein deutscher Fußballspieler, der seit 2020 beim FV Bischmisheim unter Vertrag steht.

## Karriere
Jannik Schliesing wechselte aus der Jugend des SC Halberg Brebach in den Regionalligakader der SV Elversberg, wo er jedoch nur für die Reservemannschaft in der Oberliga Südwest zum Einsatz kam. Daraufhin wechselte er zum SVN Zweibrücken. Zuvor führte er beim DFB-Länderpokal 2010 in Duisburg die U-21-Auswahl des SFV als Kapitän auf den Rasen.
Jannik Schliesing war mit der SV 07 Elversberg 2010 Saarlandpokalsieger und stand 2009 in der ersten Runde des DFB-Pokals gegen den SC Freiburg.
In der Saison 2011/12 spielte er für den Regionalligaabsteiger FC 08 Homburg in der Oberliga Südwest und wurde mit ihm Meister. Zur neuen Spielzeit wechselte Schliesing zurück zu seinem Heimatverein SC Halberg Brebach. Im Sommer 2013 schloss er sich dem Drittligisten 1. FC Saarbrücken an und spielte zunächst für dessen zweite Mannschaft in der Oberliga. Als Bernd Eichmann, Trainer der Oberligamannschaft, im September desselben Jahres als kommissarischer Nachfolger von Jürgen Luginger das Drittligateam der Saarbrücker übernahm, wechselte er Schliesing in den Spielen gegen Jahn Regensburg (0:2) und den Chemnitzer FC (1:1) jeweils ein und verschaffte ihm so seine beiden ersten Profieinsätze. Nach dem Abstieg des FCS aus der 3. Liga 2014 schloss er sich zunächst dem Verbandsligisten SV Klarenthal an. Nach 10 Toren in 15 Spielen wechselte Schliesing in der Winterpause zum Oberligisten FC Hertha Wiesbach. Im Sommer 2016 wechselte er zum Ligarivalen Borussia Neunkirchen und ein Jahr später zum SV Saar 05 Saarbrücken. Seit 2020 steht er nun beim Saarlandligisten FV Bischmisheim unter Vertrag.